# 趙伯符
赵伯符（？—？），字润远，下邳郡僮县人。南朝宋将领。姑母是宋武帝的母亲赵安宗。父亲趙倫之。

## 生平
赵伯符年輕時就愛騎馬和射箭。其父趙倫之任雍州刺史出鎮襄陽時，赵伯符为竟陵太守。期間赵伯符統兵成功鎮壓竟陵一帶少數民族的反抗活動，更獲稱許有將帥才能。後为寧遠将軍，总领义徒，屯駐建康宮城之北作守備，而每當鄰近發生火災或劫盜事件都會親自領眾前去協助郡縣應對，如此很得宋武帝欣賞。趙倫之於元嘉五年十二月庚寅日 （429年2月16日）去世後，趙伯符承襲其封爵霄城縣侯及後歷任多職至左衞將軍。元嘉十五年八月辛丑日（438年9月8日），他担任徐兗二州刺史後在當地實行苛酷殘暴的統治，官吏們畏惧他如同豺虎，但盜賊流寇皆不敢侵犯州境。元嘉十八年七月戊戌日（441年8月20日），趙伯符入為領軍将軍，並首次在沒另加詔命下以領軍將軍兼領外監，並以此成定制。元嘉二十一年二月庚午日（444年3月9日），转任豫州刺史，以孫謙為行參軍。元嘉二十二年（445年），宋文帝合併南豫州及豫州，並以原南豫州刺史南平王劉鑠任合併後的新豫州刺史，趙伯符因而去職；該年十二月庚戌日（446年2月7日），趙伯符獲任命為護軍将軍。元嘉二十四年三月壬申日（447年4月25日）改任丹陽尹。他治理首都所在的丹陽郡仍舊嚴酷，官吏們都過著苦日子，例如因為典筆吏拿來的筆不合意而罰五十下鞭刑，甚至有人棄官逃亡時赴水而死。
後來因趙伯符兒子趙倩本與妻子海鹽公主很恩愛，卻因在一次戲言中打了公主，令文帝怒而下令二人離婚。趙伯符因恐懼而發病去世，諡号肃。

## 子
- 趙倩，娶宋文帝第四女海盐公主，後離婚。